# Stade Municipal (Yverdon-les-Bains)
Das Stade Municipal (voller Name: Stade municipal d’Yverdon-les-Bains) ist ein Fussballstadion in der Schweizer Gemeinde Yverdon-les-Bains, Kanton Waadt. Es ist die Heimspielstätte des Fussballclubs Yverdon Sport FC, des Frauenfussballvereins FC Yverdon Féminin und des Rugby-Vereins RC Yverdon. Die Anlage liegt nahe dem Ufer an der Südspitze des Neuenburgersees.

## Geschichte
Das Stade Municipal wurde am 11. September 1960 eröffnet und ist im Besitz der Stadt. In den Jahren hat sich das Stadion, bis auf kleinere Arbeiten zur Anpassung an eine höhere Liga, kaum verändert.
Nach einer Renovierung von 2019 bis 2021 verfügt es über insgesamt 4000 Sitzplätze. Die Umbauten wurden durch eine öffentlich-private Partnerschaft (ÖPP) finanziert. Der Gemeinderat gewährte am 6. Juni 2019 einen Investitionskredit der Gemeinde über 8'050'000 CHF. Vom privaten Partner kamen 1'700'000 CHF hinzu. In der ersten Etage befindet sich ein Mehrzweckraum für 100 Personen sowie ein V.I.P.-Bereich. Auch das Büro des Yverdon-Sport FC befindet sich in der umgebauten Haupttribüne. Ein Restaurant namens Le Stade wurde im Erdgeschoss eingebaut. Es besteht aus einer Brasserie, einer Bar und einem Speisesaal mit bis zu 100 Sitzplätzen. Nach dem Umbau stehen 22 Umkleidekabinen zur Verfügung, die besonders für den Nachwuchs bereitstehen.
Nachdem der Yverdon-Sport FC Meister der Saison 2022/23 in der Challenge League geworden war, musste das Stadion umgebaut werden, um den Anforderungen für Super-League-Partien zu genügen. Der Aufsteiger musste für die ersten Partien bis Ende September in die Neuenburger Maladière ausweichen.